# 도브젠코 필름 스튜디오
도브젠코 필름 스튜디오(Dovzhenko Film Studios, 우크라이나어: Національна кіностудія художніх фільмів імені О. Довженка Natsionalna kinostudiia khudozhnikh filmiv imeni O. Dovzhenka[*])는 과거 우크라이나 소비에트 사회주의 공화국과 우크라이나에 있던 소련 영화 제작 스튜디오로, 1957년 소련의 영화 프로듀서인 올렉산드르 도브젠코의 이름을 따서 명명되었다. 소련의 해체와 함께 이 스튜디오는 우크라이나 정부의 소유가 되었다. 2000년에는 국립 스튜디오로 지정되었다.

## 역사

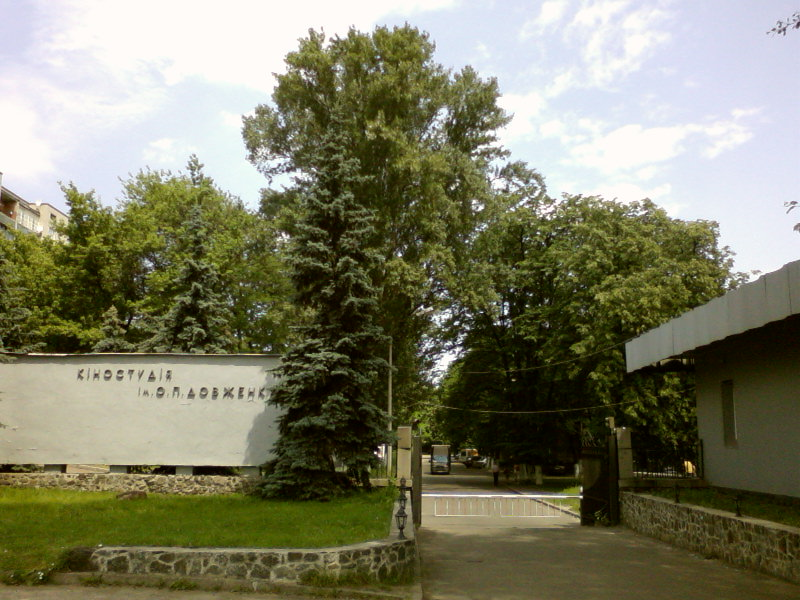
도브젠코 필름 스튜디오 정문

이 스튜디오는 1920년대 전우크라이나 사진 영화 관리국(VUFKU)이 1925년 영화 공장 건설 프로젝트 제안을 발표하면서 시작되었다. 20개의 프로젝트 중 발레리안 리코프의 프로젝트가 선정되었는데, 그는 키이우 예술 연구소 건축학과 학생들로 구성된 건축가 그룹을 이끌고 1927년부터 O. 도브젠코 필름 스튜디오 건설을 시작했다. 당시에는 우크라이나 소비에트 사회주의 공화국에서 가장 큰 규모였다. 1년 후에도 촬영 스튜디오는 아직 미완성 상태였지만, 영화 제작은 이미 시작되었다. 이곳에서 작업했던 많은 영화 제작자들을 기념하는 기념패가 스튜디오 안에 설치되어 있다. 한 영화 스튜디오는 올렉산드르 도브젠코가 자신의 영화인 쇼르스를 촬영했기 때문에 슈쇼르스키(Shchorsivskyi)라고 명명되었다. 이 스튜디오 구역은 박물관으로 사용되고 있다.
이 영화 스튜디오의 첫 번째 영화는 악셀 룬딘 감독과 A. 마이네스 촬영기사의 "이반코와 정육점"이었다. 촬영은 1927년 10월 12일에 시작되었고, 낮에는 스튜디오가 건설 중이었기 때문에 밤에 진행되었다. 첫 영화가 촬영된 이후로 많은 재능 있는 감독들이 스튜디오를 찾았다. 올렉산드르 도브젠코, 아놀드 코르디움, 파블로 돌리나, 레오니드 루코프, 이반 카발레리제, 이고르 사프첸코, 파우스트 로파틴스키; 촬영기사 – 다니엘 데무츠키, 유리 예켈치크, 미콜라 톱치, 요제프 로나, 이. 셰커, 올렉시 판크라티예프; 작가 – 미콜라 바잔, 올렉산드르 코르니추크, 호르디 브라시우크, V. 오크리멘코. 이는 즉시 작품의 수와 질, 영화 장르의 다양성에 영향을 미쳤다. 1929년에는 이미 10편의 영화가 제작되었다.
1930년부터 영화 산업은 국가의 통제 아래 놓여졌고 공산주의 이념을 대중에게 전파하는 데 사용되었다. 하지만 1930년대는 키이우 영화 공장에게 중요한 형성기였다.
1941년 10월, 스튜디오는 타슈켄트로 대피하여 키이우 해방 때까지 활동을 계속했다. 독일의 키이우 점령 기간 동안 스튜디오 건물은 우크라이나 영화 협회에 의한 선전 영화 제작 기지로 사용되었다.
스튜디오 근처 대로변의 사과밭은 도브젠코 자신의 명령으로 심어졌다. 1957년, 그곳은 올렉산드르 도브젠코를 기념하여 명명되었다.
1987년부터는 감독들의 첫 영화를 전문으로 하는 데뷔 스튜디오가 설립되었다. 이 스튜디오의 매니저는 알렉산더 아돌로프(1990년까지)와 아르투르 보아츠키(1990년 이후)였다.
2009년 12월, 우크라이나 영화의 디지털 복원을 위한 스튜디오가 이 단지에 문을 열었다.
도브젠코 국립 영화 스튜디오는 완전한 기술 주기를 갖춘 기업이다. 자체 영화 촬영 외에도 영화 스튜디오는 다른 영화 및 텔레비전 회사에 제품 생산 서비스를 제공하며, 2011년 1월 26일 우크라이나 내각에 의해 승인된 우크라이나 국립 영화 제작사 중 하나이다.

## 주요 작품

### 소련
- 1929 Человек с киноаппаратом / 카메라를 든 사나이, 감독: 지가 베르토프 (다큐멘터리 영화)
- 1930 Земля / 대지, 감독: 알렉산드르 도브젠코 (무성 영화)
- 1932 Иван / 이반, 감독: 알렉산드르 도브젠코 (무성 영화)
- 1935 Аэроград / 아에로그라드, 감독: 알렉산드르 도브젠코 (SF)
- 1939 Щорс / 쇼르스, 감독: 알렉산드르 도브젠코 (다큐멘터리 영화)
- 1941 Богдан Хмельницкий / 보흐단 흐멜니츠키, 감독: 이호르 사프첸코 (역사)
- 1951 Тарас Шевченко / 타라스 셰브첸코, 감독: 이호르 사프첸코 (전기)
- 1960 Вдали от Родины / 조국에서 멀리, 감독: 알렉세이 슈바치코 (첩보)
- 1961 За двумя зайцами / 두 토끼를 쫓아서, 감독: 빅토르 이바노프 (코미디)
- 1963 Королева бензоколонки / 주유소의 여왕, 감독: 미콜라 리투스 및 올렉시 미슈린(우크라이나어판) (코미디)
- 1964 Тіні забутих предків / 잊혀진 조상들의 그림자, 감독: 세르게이 파라자노프 (역사)
- 1964 Туманность Андромеды / 안드로메다 성운, 감독: 예브헤니 셰르스토비토프 (SF)
- 1965 Криниця для спраглих / 목마른 자를 위한 샘, 감독: 유리 일리옌코 (초현실주의)
- 1968 Анничка / 아니치카, 감독: 보리스 이프첸코
- 1970 Білий птах з чорною ознакою / 검은 표식을 가진 흰 새, 감독: 유리 일리옌코
- 1972 Пропала грамота / 잃어버린 편지, 감독: 보리스 이프첸코 (코미디)
- 1973 В бой идут одни «старики» / 오직 노인들만이 전투에 나선다, 감독: 레오니드 비코프 (역사)
- 1976 Аты-баты, шли солдаты... / 아티-바티, 병사들이 가고 있었다..., 감독: 레오니드 비코프 (역사)
- 1976 Тревожный месяц вересень / 베레센의 불안한 달, 감독: 레오니드 오시카 (역사)
- 1978 Дознание пилота Пиркса / 피륵스 조종사의 심문, 감독: 마렉 피에스트락
- 1980 Ярослав Мудрый / 현명한 야로슬라프, 감독: 흐리호리 코한 (역사)
- 1981 Така пізня, така тепла осінь / 늦고 따뜻한 가을, 감독: 이반 미콜라이축
- 1988 Новые приключения Янки при дворе короля Артура / 아서왕 궁정의 양키의 새로운 모험, 감독: 빅토르 흐레스

### 우크라이나
- 1991 Голод-33 / 기아-33, 감독: 올레스 얀추크
- 1991 Чудо в краю забуття / 망각의 땅의 기적, 감독: 나탈리아 모투즈코
- 1995 Атентат - осіннє вбивство в Мюнхені / 암살. 뮌헨의 가을 살인, 감독: 올레스 얀추크
- 1995 Москаль-чарівник / 모스칼-차리브니크, 감독: 미콜라 자시예프-루덴코
- 1997 Приятель небіжчика / 고인의 친구, 감독: 뱌체슬라프 크리슈토포비치
- 2000 Нескорений / 정복되지 않은 자 (2000년 영화), 감독: 올레스 얀추크
- 2001 Молитва за гетьмана Мазепу / 헤트만 마제파를 위한 기도, 감독: 유리 일리옌코
- 2002 Чорна Рада / 초르나 라다 (블랙 카운슬 (TV 시리즈)(우크라이나어판)), 감독: 미콜라 자시예프-루덴코
- 2004 Залізна Сотня / 영웅들의 회사, 감독: 올레스 얀추크
- 2008 Владика Андрей / 안드레이 수도권 주교, 감독: 올레스 얀추크
- 2008 Закон / 법, 감독: 비탈리 포트루흐 (단편 영화)
- 2009 Хай Бог розсудить їх ... / 신이 그들을 심판하게 하소서, 감독: 예브헨 흐보로스티안코 (단편 영화)
- 2012 Гайдамака / 하이담카, 감독: 로만 신추크 (단편 영화)
- 2012 Метелик / 나비, 감독: 막심 네아피트 부이닛스키
- 2012 Мамо, я льотчика люблю! / 엄마, 나는 조종사를 사랑해!, 감독: 올렉산드르 이흐나투샤
- 2013 크라스나 말란카 /크라스나 말란카, 감독: 드미트로 수홀리츠키-솝추크
- 2015 Загублене місто / 잃어버린 도시, 감독: 비탈리 포트루흐

## 같이 보기
- 키이우나우크필름
- 우크라이나 영화 목록
- 우크라이나 국립 영화박물관
- 오데사 영화 스튜디오
- 우크라이나 애니메이션의 역사